# Жарук Дмитро Павлович
Дмитро́ Па́влович Жару́к (нар. 11 серпня 1989, смт Асканія-Нова, Чаплинський район, Херсонська область — пом. 2 вересня 2015, с. Лобачеве, Новоайдарський район, Луганська область) — старший лейтенант податкової міліції, старший оперуповноважений Головного управління Державної фіскальної служби України у Херсонській області, член зведеної мобільної групи із протидії незаконному переміщенню товарів через лінію розмежування в зоні проведення антитерористичної операції спецпідрозділу податкової міліції «Фантом». Позивний «Байкер».

## Життєпис
Народився в смт Асканія-Нова на Херсонщині в родині науковців. В дитинстві багато читав, навчався у музичній школі (фортепіано), але справжнім захопленням для нього стали мотоцикли. Дмитро мріяв про військову службу, хотів стати офіцером. Батьки порадили йому вступити на факультет податкової міліції. Закінчив Національний університет державної податкової служби України у м. Ірпінь. Отримав призначення до Скадовського відділу ДПІ. Одружився та проживав у місті Олешки (колишній Цюрупинськ.)
Коли у податковій міліції почалося формування спецпідрозділу «Фантом» для роботи в зоні антитерористичної операції, Дмитро записався добровольцем. Дружині про від'їзд на схід повідомив лише за день. Служив у районі міста Щастя, проводив перевірки, чергував на блокпостах, згодом потрапив у зведену мобільну групу з протидії незаконному переміщенню товарів через лінію розмежування.
2 вересня 2015 року приблизно о 6:20 між селами Лопаскине та Лобачеве Новоайдарського району Луганщини невідомі напали на зведену мобільну групу: автомобіль «Mitsubishi L200» підірвався на закладеній міні, відразу по тому нападники кинули 2 гранати й обстріляли автомобіль зі стрілецької зброї. Мобільна група тримала оборону до прибуття підкріплення з 92-ї ОМБр. Під час боєзіткнення загинули керівник групи Андрій Галущенко «Ендрю» та старший лейтенант податкової міліції Дмитро Жарук, шість поранених (співробітник СБУ, троє десантників та двоє бійців 92 ОМБр). Це був уже не перший напад на групу «Ендрю». Слідство веде Військова прокуратура, в лютому 2016 року затримано двох демобілізованих розвідників 92 ОМБр, їм вручено повідомлення про підозру за ч. 2 ст. 115 (умисне вбивство за обтяжуючих обставин) Кримінального кодексу України, вони перебувають під домашнім арештом.
Похований в Асканії-Новій 4 вересня 2015-го.
Залишилися батьки, дружина Катерина та однорічний син Тихон.

## Нагороди
За особисту мужність, сумлінне та бездоганне служіння Українському народові, зразкове виконання військового обов'язку відзначений — нагороджений
- 15 вересня 2015 року — орденом «За мужність» III ступеня (посмертно).

## Вшанування
8 грудня 2015 року в НВК Асканія-Нова відкрито меморіальну дошку колишньому учню Дмитрові Жаруку.
На місці загибелі Дмитра встановлено пам'ятний хрест.
На території Університету встановлено пам'ятний знак загиблим випускникам, на якому викарбуване ім'я Дмитра Жарука.